# Horbruch
Horbruch là một đô thị thuộc huyện Birkenfeld, trong bang Rheinland-Pfalz, phía tây nước Đức. Đô thị Horbruch có diện tích 5,18 km², dân số thời điểm ngày 31 tháng 12 năm 2006 là 350 người.